# Sierndorf
Sierndorf è un comune austriaco di 3 817 abitanti nel distretto di Korneuburg, in Bassa Austria; ha lo status di comune mercato (Marktgemeinde).

## Geografia
Le comuni catastali sono Höbersdorf, Oberhautzental, Obermallebarn, Oberolberndorf, Senning, Sierndorf, Unterhautzental, Untermallebarn e Unterparschenbrunn.